# Alkanna jordanovii
Alkanna jordanovii là loài thực vật có hoa trong họ Mồ hôi. Loài này được St.Kozhukharov mô tả khoa học đầu tiên năm 1989.